# Elmon Wright
Elmon Wright (* 27. Oktober 1929 in Kansas City, Missouri; † 1984) war ein US-amerikanischer Rhythm-&-Blues- und Jazztrompeter.

## Leben und Wirken
Elmon Wright war der Sohn des Trompeters Lammar Wright senior (1907–1973, der u. a. im Orchester von Cab Calloway spielte) und Bruder von Lammar Wright junior (1927–1983), der ebenfalls Trompeter war. Elmon Wright begann seine Karriere 1945/46 im Orchester von Roy Eldridge, mit dem erste Aufnahmen für Decca entstanden. Er war in den folgenden Jahren (z. T. mit seinem Bruder) Mitglied in Dizzy Gillespies Bigband, ferner wirkte er in dieser Zeit bei Aufnahmen von Kenny Hagood, Charlie Parker, Dinah Washington und James Moody mit. Anfang der 1950er-Jahre spielte er bei Illinois Jacquet und Earl Bostic, um danach als freischaffender Musiker in New York City zu arbeiten, wo er R&B-Musiker im Apollo Theater begleitete. Im Bereich des Jazz war er zwischen 1946 und 1963 an 47 Aufnahmesessions beteiligt, zuletzt mit Milt Jackson und King Curtis.